# Pseudepeolus willinki
Pseudepeolus willinki là một loài Hymenoptera trong họ Apidae. Loài này được Roig-Alsina mô tả khoa học năm 2003.